# Powiat Nishiuwa
Powiat Nishiuwa (jap. 西宇和郡 Nishiuwa-gun) – powiat w Japonii, w prefekturze Ehime. W 2021 roku liczył 8176 mieszkańców.

## Miejscowości
- Ikata

## Historia[2]

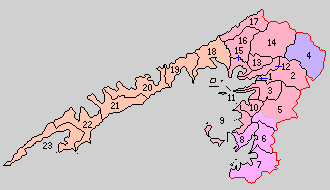
Powiat Nishiuwa (1–23; 1889 r.)

- Powiat został założony 16 grudnia 1878 roku w wyniku podziału powiatu Uwa z prowincji Iyo. Wraz z utworzeniem nowego systemu administracyjnego 15 grudnia 1889 roku powiat Nishiuwa został podzielony na 1 miejscowość i 22 wioski[3].
- 1 stycznia 1899 – wioska Hirano została włączona w teren powiatu Kita. (1 miejscowość, 21 wiosek)
- 1 sierpnia 1914 – wioska Kawanoishi zdobyła status miejscowości. (2 miejscowości, 20 wiosek)
- 3 września 1921 – wioska Mikame zdobyła status miejscowości. (3 miejscowości, 19 wiosek)
- 1 lipca 1928 – wioska Kamiyama zdobyła status miejscowości. (3 miejscowości, 19 wiosek)
- 1 stycznia 1930 – miejscowość Yawatahama powiększyła się o teren wioski Yanozaki. (4 miejscowości, 17 wiosek)
- 11 lutego 1935 – miejscowość Yawatahama połączyła się z miejscowością Kamiyama oraz wioskami Senjō i Shitada i zdobyła status miasta. (2 miejscowości, 15 wiosek)
- 1 stycznia 1955 – miejscowość Mikame powiększyła się o teren wiosek Mishima, Nikibu i części wsi Futaiwa. (2 miejscowości, 13 wiosek)
- 1 lutego 1955 – wioski Futaiwa, Maana, Kawakami i Hizuchi zostały włączone do miasta Yawatahama. (2 miejscowości, 9 wiosek)
- 31 marca 1955: (4 miejscowości, 2 wioski)
  - w wyniku połączenia wiosek Kisuki, Kawanoishi, Miyauchi i Isotsu powstała miejscowość Honai.
  - wioska Misaki połączyła się z wioską Kanmatsuna zdobyła status miejscowości.
  - wioska Ikata połączyła się z wioską Machimi zdobyła status miejscowości.
- 1 czerwca 1956 – w wyniku połączenia wiosek Mitsukue i Yotsuhama powstała miejscowość Seto. (5 miejscowości)
- 1 kwietnia 2004 – w wyniku połączenia miejscowości Mikame z miejscowościami Uwa, Nomura, Akehama oraz Shirokawa (z powiatu Higashiuwa) powstało miasto Seiyo. (4 miejscowości)
- 28 marca 2005 – miejscowość Honai została włączona do miasta Yawatahama. (3 miejscowości)
- 1 kwietnia 2005 – miejscowości Seto i Misaki zostały włączone w teren miejscowości Ikata. (1 miejscowość)